# Hesperis dinarica
Hesperis dinarica là một loài thực vật có hoa trong họ Cải. Loài này được Beck mô tả khoa học đầu tiên năm 1894.